# Globochthonius purgo
Espèce
Synonymes
- Chthonius purgo Ćurčić, Lee & Makarov, 1993

Globochthonius purgo est une espèce de pseudoscorpions de la famille des Chthoniidae.

## Distribution
Cette espèce est endémique de Serbie. Elle se rencontre dans la grotte Pećina u Kožuvarskoj Glami à Novo Korito.

## Description
La femelle holotype mesure 1,60 mm.

## Publication originale
- Ćurčić, Lee & Makarov, 1993 : New and little-known cavernicolous species of Chthoniidae and Neobisiidae (Pseudoscorpiones, Arachnida) from Serbia. Contributions to Zoology, vol. 62, no 3, p. 167-178.